# HD 33875
HD 33875，又名CP-73 286，SAO 256160、HR 1700，是一颗恒星，视星等为6.27，位于銀經284.67，銀緯-33.45，其B1900.0坐标为赤經5h 8m 9.9s，赤緯-73° -33.45′ 0″。